# Razija Mujanović
Razija Mujanović (Ratkovići, općina Čelić, tada općina Lopare, 15. travnja 1967.) je bosanskohercegovačka košarkašica. Novine La Gazzetta dello Sport ju je tri puta izabrao za najbolju košarkašicu Europe 1991., 1994. i 1995.  Godine 2017. Razija Mujanović je uz Shaquille O'Neala, Dine Rađa, Mickeya Berkowitza, Valdisa Valtersa i Dušana Ivkovića ušla u FIBA Kuću Slavnih.